# Nested Context Language
Nested Context Language (NCL) é uma linguagem de autoria declarativa para documentos hipermídia utilizada no campo da televisão digital e interatividade. Em sua concepção, a NCL é o resultado de uma combinação de módulos da XML, o que permite que a própria linguagem possa combinar módulos internos e gerar perfis para objetivos específicos.
Os documentos NCL, não contêm objetos de mídia, em vez disso, funcionam fazendo associação (como uma linguagem de cola) dos elementos em uma apresentação multimídia. A linguagem também conecta e define a relação e a temporização dos elementos. Não ha restrição em relação a tipo de mídia, podendo ser imagens (GIF, JPEG e etc.), vídeo (MPEG, MOV e etc.), audios (MP3, WMA e etc.), arquivos de texto (TXT, PDF, etc.) e até action scripts (Xlet, Lua, etc.).
A NCL foi inicialmente projetada para o ambiente Web, mas uma das principais aplicações da NCL é o uso como linguagem declarativa do middleware do SBTVD (sistema brasileiro de televisão digital) denominado Ginga, mais especificamente no modulo Ginga-NCL. É também uma tecnologia padronizada para pela  ITU-T para serviços de TVIP (Televisão por IP). Em ambos os casos é utilizado para desenvolver aplicações interativas para televisão digital.

## Estrutura
O NCL foi projetado para ser modular para permitir o uso de subconjuntos de módulos de acordo com as necessidades da aplicação específica.
Exemplo de estrutura básica de um arquivo NCL:
```
<
?
xml
 
version
=
"1.0"
 
encoding
=
"ISO-8859-1"
?
>
	

<
ncl
 
xsi
:
schemaLocation
=
"http://www.ncl.org.br/NCL3.0/EDTVProfile http://www.ncl.org.br/NCL3.0/profiles/NCL30EDTV.xsd"
 
     
xmlns
:
xsi
=
"http://www.w3.org/2001/XMLSchema-instance"
 
xmlns
=
"http://www.ncl.org.br/NCL3.0/EDTVProfile"
 
id
=
"app1"
>

    
<
head
>

        
<
regionBase
>

            
<
region
 
id
=
"rgFundoTV"
 
width
=
"1080"
 
height
=
"1920"
 
zIndex
=
"1"
/>

                
<
region
 
id
=
"rgImgPrincipal"
 
left
=
"240"
 
top
=
"91"
 
width
=
"500"
 
height
=
"500"
 
zIndex
=
"2"
/>

            
</
region
>

        
</
regionBase
>

        
<
descriptorBase
>

            
<
descriptor
 
id
=
"dImgPrincipal"
 
region
=
"rgImgPrincipal"
/>

        
</
descriptorBase
>

	   
<
connectorBase
>
  
            
<
causalConnector
 
id
=
"onEndStart"
>

		        
<
simpleCondition
 
role
=
"onEnd"
/>

		        
<
simpleAction
 
role
=
"start"
/>

		     
</
causalConnector
>

       
<
connectorBase
>
	
    
</
head
>

    
<
body
>

        
<
port
 
id
=
"pEntrada"
 
component
=
"img1Sel1"
/>

        
<
media
 
type
=
"application/x-ginga-settings"
 
id
=
"nodeSettingsLegenda"
>

            
<
property
 
name
=
"opcao"
/>

        
</
media
>

        
<
media
 
id
=
"fundo"
 
src
=
"media/fundoSel1.jpg"
 
descriptor
=
"dFundo"
/>

        
<
link
 
id
=
"lRetornoMenu"
 
xconnector
=
"onEndStart"
>

            
<
bind
 
component
=
"switchOpcaoLegenda"
 
role
=
"onEnd"
/>

            
<
bind
 
component
=
"img1Sel1"
 
role
=
"start"
/>

        
</
link
>

    
</
body
>

</
ncl
>

```

Na segunda linha é possível ver a especificação de qual Perfil NCL este documento vai usar  :
```
<
ncl
 
xsi
:
schemaLocation
=
"http://www.ncl.org.br/NCL3.0/EDTVProfile http://www.ncl.org.br/NCL3.0/profiles/NCL30EDTV.xsd"
 
     
xmlns
:
xsi
=
"http://www.w3.org/2001/XMLSchema-instance"
 
xmlns
=
"http://www.ncl.org.br/NCL3.0/EDTVProfile"
>

```

A versão 3.1 do padrão é dividida em 14 áreas com cada módulo atribuído a uma área.  Cada módulo, por sua vez, define um ou mais elementos XML. As áreas e módulos associados são:
- Estrutura
  - Modulo Estrutura
- Componentes
  - Modulo Mídia
  - Modulo Contexto
- Interfaces
  - Modulo MediaContentAnchor
  - Modulo CompositeNodeInterface
  - Modulo PropertyAnchor
  - Modulo SwitchInterface
- Layout
  - Módulo Layout
- Especificação de apresentação
  - Modulo Descritor
- Temporização
  - Módulo Temporização
- Efeitos de Transição
  - Módulo TransitionBase
  - Módulo Transição
- Navigational Key
  - Module KeyNavigation
- Controle de Apresentação
  - Módulo TestRule
  - Módulo TestRuleUse
  - Módulo ContentControl
  - Módulo DescriptorControl
- Linking
  - Módulo Linking
- Conectores
  - Módulo ConnectorCommonPart
  - Módulo ConnectorAssessmentExpression
  - Módulo ConnectorCausalExpression
  - Módulo CausalConnector
  - Módulo CausalConnectorFunctionality
  - Módulo ConnectorBase
- Animação
  - Módulo Animação
- Reuse
  - Módulo Importação
  - Módulo EntityReuse
  - Módulo ExtendedEntityReuse
- Meta-Information
  - Módulo Metainformation

## Perfis NCL
Perfis são subconjuntos padrão de módulos. Os perfis definidos pela norma incluem:
- Perfil completo – Inclui todos os módulos NCL
- Perfil Aprimorado de TV Digital  (EDTV) - Inclui Estrutura, Layout, Mídia, Contexto, MediaContentAnchor, CompositeNodeInterface, PropertyAnchor, SwitchInterface, Descriptor, Linking, CausalConnectorFunctionality, ConnectorBase, TestRule, TestRuleUse, ContentControl, DescriptorControl, Timing, Import, EntityReuse, ExtendedEntityReuse, Módulos KeyNavigation, Animation, TransitionBase, Transition e Metainformation
- Perfil Básico de TV Digital (BDTV) – Inclui os perfil Aprimorado de TV Digital  (EDTV), exceto os módulos Animation, TransitionBase e Transition